# Hypostatická unie

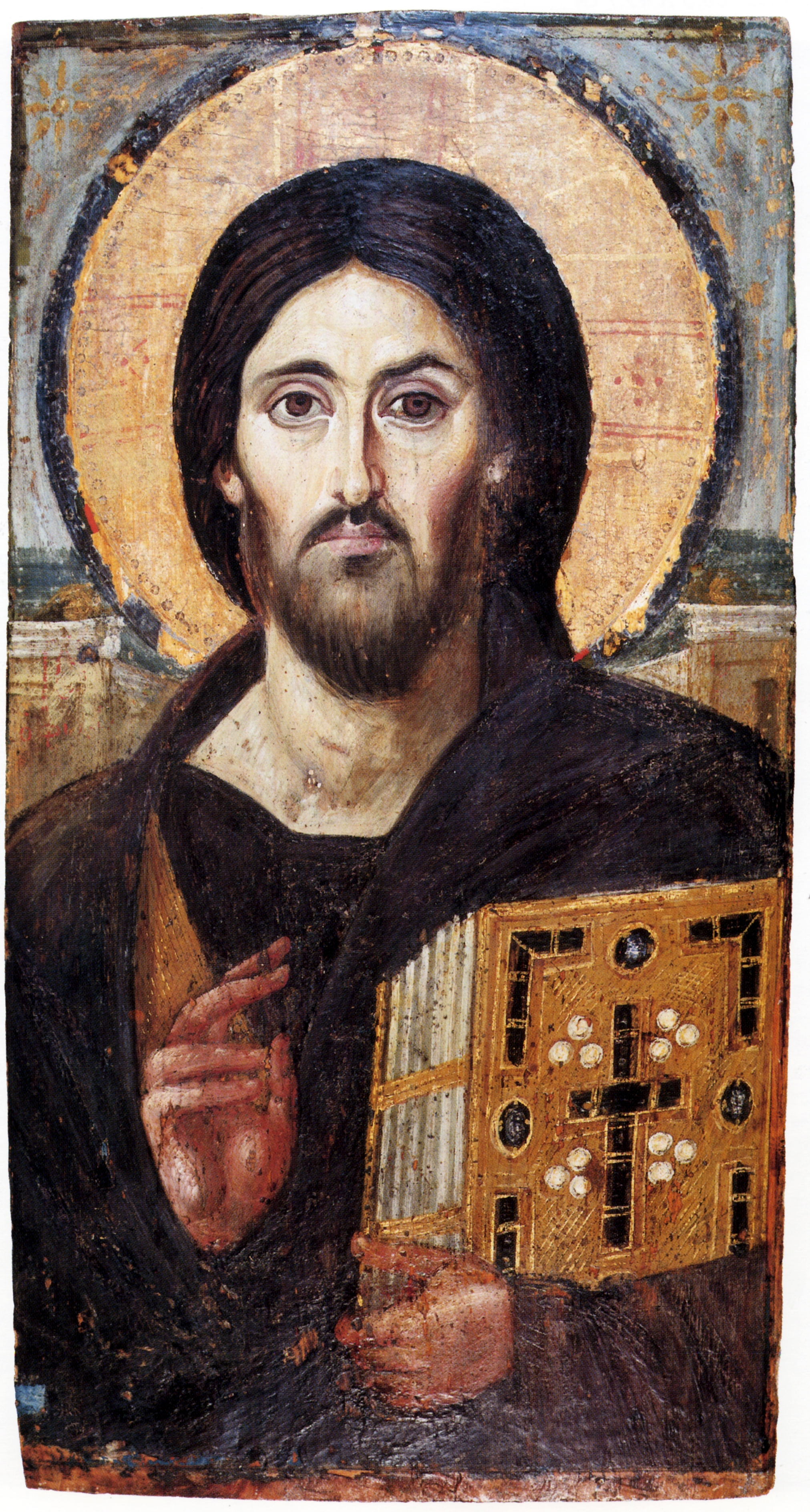
Nejstarší známá ikona Krista Pantokratora v klášteře svaté Kateřiny. Dva různé výrazy obličeje na obou stranách zdůrazňují Kristovu dvojí přirozenost - božskou i lidskou.

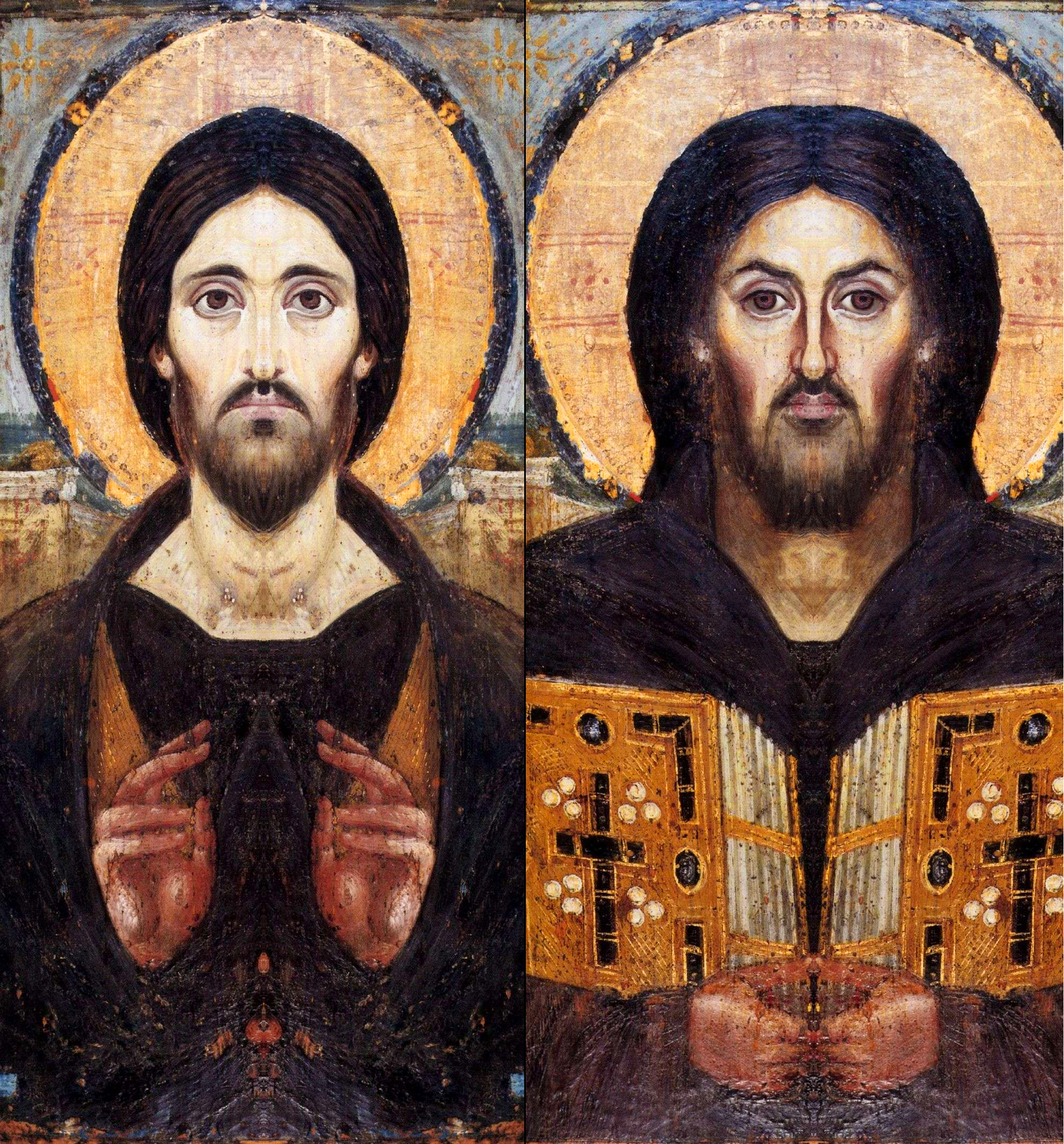
Složení obou stran obličeje.

Hypostazická unie či hypostatické spojení (z řeckého ὑπόστασις hypóstasis, „základ, podstata, substance, subsistence“) je v křesťanské teologii odborný termín používaný v hlavním proudu christologie k popisu spojení božské a lidské přirozenosti Ježíše Krista po vtělení v jedné hypostázi neboli individuální existenci.
Nejzákladnějším vysvětlením hypostatické unie je, že Ježíš Kristus je zároveň plně Bůh i plně člověk. Je dokonale božský i dokonale lidský, má dvě úplné a odlišné přirozenosti zároveň.
Atanášovo vyznání víry tuto nauku uznává a potvrzuje její důležitost, když říká, že „On je Bůh z Otcovy podstaty, zrozený před časem, a je člověk z podstaty své matky, zrozený v čase; zcela Bůh, zcela člověk, s rozumovou duší a lidským tělem; rovný Otci, pokud jde o božství, menší než Otec, pokud jde o lidství. Ačkoli je Bůh a člověk, přesto Kristus není dvojí, ale jeden. Je však jedním nikoliv tím, že se jeho božství proměnilo v tělo, ale tím, že Bůh vzal lidství na sebe. Je jedním, ovšem nikoliv smíšením své podstaty, ale jednotou své osoby. Neboť jako je jeden člověk zároveň rozumovou duší i tělem, tak je i jediný Kristus zároveň Bohem i člověkem.“

## Hypostáze
Hlavní článek: Hypostáze
Řecký termín hypostasis (ὑπόστασις) se začal používat jako odborný termín ještě před christologickými debatami na konci čtvrtého a v pátém století. V předkřesťanských dobách toto slovo používala řecká filosofie (především stoicismus). Některé výskyty termínu hypostasis v Novém zákoně předznamenávají pozdější, technické chápání tohoto slova. Ačkoli se může překládat doslova jako „substance“, bylo to příčinou některých nejasností; v souladu s tím jej New American Standard Bible překládá jako „subsistence“. Hypostasis označuje skutečnou, konkrétní existenci, na rozdíl od abstraktních kategorií, jako jsou platónské ideály.
V Kierkegaardových Filosofických fragmentech je dvojí přirozenost Krista zkoumána jako paradox, tj. jako „konečný paradox“, protože Bůh, chápaný jako dokonale dobrá, dokonale moudrá a dokonale mocná bytost, se v křesťanském chápání tohoto pojmu plně stal člověkem: zatíženým hříchem, omezeným v dobrotě, vědění a chápání. Tento paradox lze podle Kierkegaarda vyřešit pouze skokem víry od vlastního chápání a rozumu k víře v Boha.
Protože přesná povaha tohoto spojení se vymyká lidskému chápání, označuje se hypostatické spojení také alternativním termínem „mystické spojení“.

## V průběhu dějin
Apollinaris z Laodiceje byl první, kdo použil termín hypostáze ve snaze pochopit Vtělení. Apollinaris popsal spojení božského a lidského v Kristu jako spojení jediné přirozenosti a jediné podstaty – jediné hypostáze.

### Efezský koncil
V 5. století vznikl spor mezi Cyrilem Alexandrijským a Nestoriem, v němž Nestorius tvrdil, že termín theotokos nelze použít pro označení Marie, matky Kristovy. Nestorius tvrdil, že v Kristu jsou dvě odlišné substance neboli hypostáze, božství a lidství. Tvrdil, že božství se nemůže zrodit z člověka, protože božská přirozenost je nezrozená. Efezský koncil v roce 431 pod vedením samotného Cyrila i efezského biskupa Memnona označil Nestoria za neadoptistu, který naznačuje, že člověk Ježíš je božský a Boží Syn pouze z milosti, a nikoliv z přirozenosti, a sesadil ho jako heretika. Ve svém dopise Nestoriovi použil Cyril termín „hypostatický“ (řecky καθ᾽ ὑπόστασιν kath' hypóstasin) pro označení Kristovy božské a lidské přirozenosti jako jedné a řekl: „Musíme se řídit těmito slovy a učením a mít na paměti, co znamená ,být učiněn tělemʻ ..... Říkáme ..., že Slovo tím, že k sobě hypostaticky připojilo tělo oživené rozumovou duší, se nevysvětlitelně a nepochopitelně stalo člověkem.“ (srov. Cyril také zdůraznil μία φύσις τοῦ θεοῦ λόγου σεσαρκωμένη, což znamená „jedna fysis Božího Slova, které se stalo tělem“ (nebo „... Boží Slovo, které se stalo tělem“).

### Chalcedonský koncil
Přední antiochijský teolog Theodor z Mopsuestie, který bojoval proti monofyzitické herezi apollinarismu, údajně učil, že v Kristu existují dvě přirozenosti (dyofyzitismus), lidská a božská, a dvě odpovídající hypostáze (ve smyslu „subjekt“, „podstata“, ale nikoli „osoba“), které koexistují. V Theodorově době však mohlo být slovo hypostasis používáno ve smyslu synonymním s ousia (což jasně znamená „podstata“, nikoliv „osoba“), jak jej používali Tacián Syrský a Órigenés. Řecké a latinské interpretace Theodorovy christologie se staly předmětem zkoumání po obnovení jeho katechetických promluv v syrštině.
V roce 451 vyhlásil ekumenický koncil v Chalcedonu chalcedonskou definici. Ta souhlasila s Teodorem, že ve vtělení jsou dvě přirozenosti. Chalcedonský koncil však také trval na tom, aby se hypostasis používala stejně jako v trinitární definici: k označení osoby (prosopon), a ne přirozenosti jako u Apollinaria.
Chalcedonský koncil tedy ustanovil, že je třeba vyznávat, že Ježíš Kristus jako jedna osoba má dvě přirozenosti, božskou a lidskou (dyofyzitismus), a že jejich spojení bylo dokonáno:
1. beze změny přirozenosti (immutabiliter řec. atreptos), to znamená, že spojení božské a lidské přirozenosti v Ježíši Kristu nijak nezměnilo ani lidskou, ani božskou přirozenost. Každý z nich zůstal sám o sobě se svými specifickými vlastnostmi.
2. bez smíšení (inconfuse, řec. asynchytos), tj. obě přirozenosti Ježíše Krista, jakmile se spojily, se navzájem nesmísily. Nebyla tedy stvořena žádná třetí božsko-lidská přirozenost. Zůstaly dvě odlišné přirozenosti, božská a lidská, přičemž každá si zachovala své specifické vlastnosti.
3. bez oddělení (indivise řec. adiairetos), to znamená, že navzdory přítomnosti dvou přirozeností v Ježíši Kristu po vtělení neexistovaly dvě osoby, ale jeden Ježíš Kristus, v němž se setkalo božství a lidství. Ježíš Kristus Bůh a Ježíš Kristus člověk se proto nemohou od sebe oddělovat.
4. bez odloučení (inseparabiliter řec. achoristos), to znamená, že po nanebevstoupení Ježíše Krista se lidská přirozenost neoddělila od božské. Ježíš Kristus tedy i po svém nanebevstoupení zůstal plně Bohem a plně člověkem.

### Pravoslavné odmítnutí chalcedonské definice
Starobylé východní církve, které odmítly chalcedonskou definici, byly známy jako miafyzité, protože zastávaly cyrilskou definici, která charakterizovala vtěleného Syna jako člověka jedné přirozenosti. Chalcedonská formule „ve dvou přirozenostech“ (založená přinejmenším částečně na Kol 2, 9 (Kral, ČEP)) byla považována za odvozenou a blízkou nestoriánské christologii. Naproti tomu chalcedonští považovali východní pravoslavné za tíhnoucí k eutychiánskému monofyzitismu. Východní starobylé církve však vytrvale upřesňovali, že nikdy nevěřili v Eutychovo učení, že vždy tvrdili, že Kristovo lidství je konsubstanciální s naším, a proto dávají přednost označení miafyzité jako odkazu na cyriliánskou christologii, která používala výraz „μία φύσις τοῦ θεοῦ λόγου σεσαρκωμένη“, „mía phýsis toû theoû lógou sesarkōménē“. Termín miafyzit znamená jednu sjednocenou přirozenost na rozdíl od jedné singulární přirozenosti (monofyzitů). Miafyzitská pozice tedy tvrdí, že ačkoli je Kristova přirozenost ze dvou, může být ve vtěleném stavu označována pouze jako jedna, protože přirozenosti vždy působí v jednotě.
Na přelomu druhého a třetího tisíciletí podepsali představitelé starobylých východních církví a pravoslavných církvích společná prohlášení ve snaze usilovat o sjednocení. Podobně představitelé Asyrské východní církve, která uctívá Nestoria a Theodora, podepsali společnou dohodu s představiteli římskokatolické církve, v níž uznali, že jejich historické rozdíly se týkaly spíše terminologie než skutečného zamýšleného významu.

## Přehledy

### Shrnutí
| aspekt       | u Ježíše Krista | u Ježíše Krista | vysvětlení |
| ------------ | --------------- | --------------- | --- |
| osoba        | jedna           | jedna           | |
| přirozenosti | božská          | lidská          | Přirozenosti nesmíšené, neoddělitelné; Ježíš například trpěl lidským způsobem. Ježíš přijal lidskou přirozenost a lidskou duši.                          |
| vůle         | božská          | lidská          | Lidská vůle podřízená božské, dobrovolnou poslušností.                                                                                                   |
| činy         | božské          | lidské          | Dualita činů je způsobena dvěma vůlemi v Kristu. |
| poznání      | božské          | lidské          | Lidské poznání realizované v historických podmínkách Ježíšovy existence v čase a prostoru; ale jako Bůh měl také vrozené poznání (nadpřirozené poznání). |
| vědomí       | jedno           | jedno           | V Ježíši je jedno „já“, vědomé si božské i lidské přirozenosti.                                                                                          |

### Chronologie
| datum       | kdo/co                                    | učení                                                            |
| ----------- | ----------------------------------------- | ---------------------------------------------------------------- |
| II. století | doketismus                                | popírání Ježíšova lidství                                        |
| 260         | Pavel ze Samosaty a Adopcionismus         | Ježíš je Boží Syn na základě adopce                              |
| 268         | Antiochijská synoda                       | Ježíš je Boží Syn od přirozenosti                                |
| 315         | Arius a arianismus, subordinace           | Ježíš nebyl plně Bůh, byl stvořen                                |
| 325         | I. Nicejský koncil                        | Ježíš je Bůh a člověk, zrozený a ne stvořený                     |
| 352         | Apollinaris z Laodiceje a apollinarismus  | Ježíšova lidská přirozenost byla nedokonalá, bez lidské duše     |
| 381         | I. konstantinopolský koncil               | Ježíš je Bůh a člověk                                            |
| 429         | Nestorius a nestoriánství                 | Ježíš je kombinace dvou osob                                     |
| 431         | Efezský koncil                            | Ježíš je jedna osoba                                             |
| 448         | Eutyches a monofyzitismus                 | Jedna přirozenost v Ježíši                                       |
| 451         | Chalcedonský koncil                       | Dvě přirozenosti v Ježíši (hypostatická unie)                    |
| 553         | II. konstantinopolský koncil              | Vše, co je v Ježíši, lze přičíst druhé osobě Nejsvětější Trojice |
| 638         | Sergius, monoenergismus a monothelitismus | Jedna vůle v Ježíši                                              |
| 681         | III. konstantinopolský koncil             | Dvě vůle v Ježíši                                                |

## Význam
Pojem personální (hypostatická) unie je pro křesťanství uznáván jako jeden ze základních. Papež Lev Veliký (400–461), jeden z otců tohoto pojmu, zdůraznil zásadní význam osobního sjednocení jako vlastnosti osoby Krista jako Pána, bez níž křesťanská víra ztrácí svou spásnou úlohu. Spása v Kristu je možná pouze tehdy, když ve vtěleném Božím Synu uznáme spojení dvou přirozeností, božské a lidské.
Druhý vatikánský koncil připomněl, že lidská přirozenost byla přijata v Kristu, aniž by byla porušena, a proto i jí byla dána vznešená důstojnost všech lidských bytostí.

## Náboženské organizace, které neuznávají hypostatickou unii
Proti dogmatu o jednotě přirozeností v Kristu tradičně vystupuje arianismus, který byl uznán za herezi již na I. nicejském koncilu (325). Po mnoha staletích převzala ariánské učení denominace Svědkové Jehovovi, která vznikla v 19. století. S odvoláním na verš z listu apoštola Pavla Kolosanům Kol 1, 15 (Kral, ČEP): On je obraz Boha neviditelného, prvorozený všeho stvoření tvrdí, že Ježíš byl prvním stvořením Boha Stvořitele, jednorozeným Synem (srov. Nejsvětější Trojice). Je jedinečný, je jedinou bytostí, kterou Bůh stvořil osobně – bez zprostředkování nebo spolupráce kohokoli jiného. On je jediný, s jehož spoluúčastí Bůh, jeho Otec, přivedl k existenci ostatní stvoření. On je prvorozený a nejdůležitější z andělů: Kol 1, 15–16 (Kral, ČEP); Žid 1, 5–6 (Kral, ČEP).